# Монтефьорино
Монтефьорино (итал. Montefiorino) — коммуна в Италии, располагается в регионе Эмилия-Романья, подчиняется административному центру Модена. 
Население составляет 2318 человек, плотность населения составляет 52 чел./км². Занимает площадь 45 км². Почтовый индекс — 41045. Телефонный код — 0536.
28 февраля 1970 года Монтефьорино награждён золотой медали «За воинскую доблесть» и стал одним из городов-героев Италии в память о Второй мировой войне.
Покровительницей коммуны почитается Пресвятая Богородица, празднование 10 декабря.